# Петар Велики
Петар I Алексејевич (рус. Пётр I Алексеевич; Москва, 30. мај/9. јун 1672 — Санкт Петербург, 28. јануар/8. фебруар 1725), познатији као Петар Велики (рус. Пётр Великий), био је руски цар и император који је владао од 27. априла/7. маја 1682, па све до своје смрти 1725. године. Реформе спроведене на плану земље, територијално проширење и проглашавање империје га чине најистакнутијим и најутицајнијим руским монархом, европејиста, реформатор, војсковођа, модернизатор и експанзиониста, Петар Велики је најпре идејни, а затим и делотворни творац Русије као јаке, индустријски, милитарно, урбанистички, територијално и културолошки европске силе која ће постати једна од најстабилнијих и најмоћнијих империја, а затим држава светске историје, до данашњег дана.
На престо је дошао након многих дворских интрига и завера. У почетку је владао заједно са слабим и болесним полубратом, Иваном V, који је умро 1696. године. Након Иванове смрти, кад је постао цар, немилосрдно је угушио било какав тип отпора, па чак и у сопственој породици.
Петар је владао сам до 1724, а потом је владао заједно са својом женом, Катарином Алексејевном. Модернизовао је у то време прилично заосталу феудалну Русију на друштвеном, политичком, војном и економском плану, а у исто време водио је експанзионистичку политику, углавном ка земљама које су излазиле на море. У току своје владавине, претворио је Русију у водећу европску силу тог времена. Одбацио је титулу цара 1721. године и заменио је титулом императора.
Петар Велики један од најмоћнијих и најутицајнијих владара модерне европске историје.

## Детињство
Петар је био син руског цара Алексеја I и његове друге жене, Наталије Кириловне Наришкине. Алексеј I је из претходног брака са Маријом Милославском имао пет синова и осам ћерки, од којих су само два сина — Фјодор и Иван — били живи кад је Петар рођен. Алексеј I је имао још две ћерке са Наталијом Наришкином пре него што је умро 1676. године када га је наследио најстарији преживели син, Фјодор III.
Фјодор је владао шест година, а онда умро од скорбута. Пошто није имао деце, избио је спор око права на престо између породица његове мајке, Наришкина и породице Алексејеве прве жене, Милославских. Правно гледано, Иван је био следећи владар по наследној линији, али је био физички и ментално неспособан да преузме дужност цара, а и бојари нису волели властољубиве Милославске те је Бољарска дума (веће руских племића) у договору са патријархом, именовала десетогодишњег Петра за цара заједно са мајком као регентом, против чега се побунила Иванова породица на челу са његовом сестром, Софијом Алексејевном. Под Софијиним утицајем, избила је побуна „стрелаца“ (елитне руске војне јединице тог времена). Елитне руске војне јединице су упале у двор, опљачкали га и на Петрове очи побили многе бојаре међу којима и два старија брата царице Наталије, његове мајке. Петар и његова мајка су били присиљени да се повуку док је Софија преузела место регента над заједничком владавином Ивана и Петра.

## Младост
Док је Софија била регент, Петар је са мајком и људима који су му били блиски живео у дворцима у околини Москве, а највише у селу Пребраженском, где је дане проводио увежбавајући и обучавајући се у ратним вештинама са својим друговима. Временом, Петар је формирао сопствену јединицу само њему верних војника коју је назвао „Преображенски“ и „Семјоновски“, према дворцима у којима је живео са мајком. Његови људи су га волели и били му верни јер их је третирао на једноставан начин и као пријатеље. Велико интересовање и љубав је показао ка изградњи бродова и пловидби, чему га је научио један Холанђанин кога је упознао у „немачком кварту“ смештеном ван града где су живели странци и где је радо одлазио.
Мајка му је организовала и женидбу са Јевдокијом Лопухином 1689. године. Брак је био потпун промашај и Петар је након десет година брака натерао супругу да се одрекне брака и да се замонаши.
Кад је Петар напунио 17 година, његова полусестра Софија је схватила да јој прети опасност од њега те је почела да спрема преврат на двору у спрези са стрелцима. Кад је сазнао за Софијине намере, Петар се склонио у манастир Св. Тројице Сергејевски, а затим позвао своја два пука којима су се затим придружили и неки одреди редовне војске и стрелаца. Софија је збачена с престола, и затворена у женски манастир.
Ипак, стварна власт је била у рукама Петрове мајке, Наталије Наришкине, тако да Петар још увек није могао да оствари апсолутну власт. Тек након мајчине смрти 1694. Петар је постао истински независан владар. Формално, Иван је делио власт са Петром, али без значајнијег утицаја. Након Иванове смрти 1696. године, Петар је постао и легално самостални владар.
У међувремену, наставио је да посећује немачки кварт, где се веома добро упознао са западњачким менталитетом и обичајима. Ту је стекао и два најбоља друга: Шкота Патрика Гордона (енгл. Patrick Gordon), авантуристу који се борио под заставама различитих земаља као најамник, и Швајцарца Франца Лефорта (фр. Franz Lefort), војника који је служио у руској војсци. И даље је организовао војне маневре, а за време свог боравка на Перејеславском језеру, изградио је војни брод уз помоћ мањег броја помоћника. Затим је отишао у Архангелск где је први пут у животу видео велике бродове и пловидбу на мору.
Русија је тада имала око 13 милиона становника и била је веома заостала. Већину становништва су чинили сељаци (кметови углавном), а број племића и грађана је сразмерно био веома мали. Буржоазија једва да је и постојала. Трговина која је била у рукама странаца, састојала се у размени западних фабричких производа за руске сировине, а градови готово да нису ни постојали, већ су били велика села.

## Почетак владавине
Година 1695. била је веома значајна година у Петровом животу. Те године Петар је почео да влада самостално. Било му је и те како јасно да Русија не може стати у ред великих сила ако не савлада своју заосталост, а да је савлада било је потребно, у првом реду, остварити излаз на море и раскинути културну и економску изолованост, нарочито од земаља западне Европе.
У то време Русија је контролисала једино излаз на Бело море. Шведска је контролисала Балтичко море, а контролу над Каспијским морем Петар је могао добити једино потискивањем Татара из зона око мора. Зато је Петар био присиљен да зарати са Татарима на Криму који су у то доба били турски вазали. Петров главни циљ је био заузимање Азова, тадашњег турског упоришта у Русији на реци Дону. У лето 1695. Петар је напао Азов, али је напад био одбијен. У новембру исте године, Петар, поучен неуспехом, изградио је у Вороњежу малу флоту чију је команду поверио Лефорту који је у јулу 1696. заузео Азов чиме је Русија добила излаз на Азовско и Црно море.

### Пут у Европу и побуне стрелаца
Да би задржао Азов, Петар је схватио да мора да формира велику флоту, за чију изградњу он није располагао ни инжењерима ни тесарима, као ни морнарима ни поморским официрима. Одмах је послао стотине бојара у Енглеску, Холандију и Италију на обуку у поморским вештинама, навигацији и бродоградњи. Кад се рашчуло да и сам цар жели да путује у иностранство, неке вође козака као и неки стрелци сковали су план да га убију, међутим, Петар је открио на време заверу и страховито се обрачунао са завереницима. Стотине завереника је било одвучено на Кремљински трг где су погубљени вешањем или одсецањем главе.
Подстакнут дивљењем и радозналошћу према западњачком начину живота и технологијама, Петар је 1697. кренуо на пут по Европи, у пратњи бројне делегације саветника (тзв. „Велика амбасада“). Желео је да што боље упозна обичаје и занате Запада како би их после применио у сопственој земљи. Путовао је инкогнито као Петар Михајлович, иако је на дворовима које је посећивао његов прави идентитет био познат и добијао је третман достојан свог положаја. Радио је неко време као дрводеља у бродоградилиштима у Амстердаму, а касније и у Енглеској, недалеко од Лондона. У месту Сардаму код Амстердама сачувана је кућа у којој је он као прост шибер живео. На кући је постављена дводелна спомен-плоча 1814. године, а на једној је уклесано: Ништа великом малено није. Посетио је главне градове Немачке и Аустрије, разговарао је са британским краљем Вилијамом III и упознао се са енглеским високим друштвом које је руског цара сматрало надасве несвакидашњом појавом јер никад није раније видело једног монарха како пуши и пије по крчмама са морнарима. Петар је ово путовање искористио да унајми стотине техничара и официра странаца који је требало да своја знања ставе у службу Руске Империје. Такође је стекао велика знања из области бродоградње и картографије.
С друге стране, Петар је такође желео да покуша да добије помоћ и подршку европских владара у борби против моћног Османског царства. Међутим, Петрове наде су се изјаловиле; Француска је била традиционални савезник турског султана, а Аустрија је настојала да одржи мир на Истоку да би водила своје ратове на Западу. Осим тога, Петар је изабрао прилично лош тренутак за своју дипломатску офанзиву: Европа је у то време више размишљала о томе ко ће наследити шпанског краља без наследника Карлоса II него о борби против Османског царства.
Његова посета је изненада прекинута 1698. године, када је због побуне стрелаца присиљен да прекине своје путовање по Европи и да крене назад у Русију, међутим, побуна је била лако угушена чак и пре него што се Петар вратио кући, те је Петар онда остао неко време у Пољској где се упознао са пољским краљем Августом II с ким је склопио савез у предстојећем рату против Шведске чији је циљ био да се Русији обезбеди излазак на море.

### Прве реформе
Кад се вратио у Москву, прво се обрачунао са побуњеницима. „Стрелци“ су, као војна формација, распуштени, а многи од њих су били мучени, закопавани живи или протерани у Сибир. Сам Петар је учествовао у мучењу своје полусестре Софије коју је на крају доживотно затворио у манастир. Такође је окончао свој неуспели 17-годишњи брак. Натерао је Јевдокију да се одрекне брака и да оде у манастир. Царица је Петру родила три сина, а само један, Алексеј Петрович, преживео је, који је са осам година био одвојен од своје мајке. Односи између оца и сина су сваким даном били све гори — Алексеј је одбијао сваку послушност цару, а Петар је скоро свакодневно тукао свог сина.
Петрова посета Западу уверила га је да су многи европски обичаји били напреднији од традиционалних руских. Петар је зато заповедио свим својим чиновницима и званичницима да обрију браде и да носе одећу скројену по европској моди. Од тога су били изузети само свештеници, земљорадници и кочијаши. Бојарима је наредио да скрате своје дуге рукаве и сукње кафтана, традиционалне московске одеће татарског порекла. На једном пријему који је приредио по повратку из иностранства, исекао је маказама браде великодостојницима, без обзира што је у Русији ношење браде имало и верски значај и што је црква бранила бријање браде.
Ово нису биле једине промене које је унео у руско друштво. Вероватно поучен сопственим искуством, сматрао је уговорене бракове варварским обичајем, те је забранио склапање бракова против воље будућих супружника и прогласио је обавезним да будући супружници буду верени најмање шест недеља током којих би могли да се слободно виђају и боље упознају. Такође је наредио својим дворанима да приређују забаве по европским обичајима, а жене из виших сталежа су морале да одлазе на друштвене скупове, чиме је прекинута традиционална изолованост у којој су до тада жене биле држане, а што је представљало заостатак примитивних татарских обичаја.
Извршио је такође и корените промене у војсци, према западним стандардима. Племству је наметнуо обавезну службу држави било у администрацији било у војсци, а војну хијерархију је уредио тако да су се унапређења добијала на основу заслуга, а не порекла, тако да је свако ко је својим делима заслужио, могао да достигне високе војне чинове. Такође је увео обавезну војну службу што му је створило војску од 300.000 сталних војника и морнара заједно са резервистима.
Да би могао да издржава толику војску, морао је да такође изврши корените промене у привреди и да индустријализује земљу. Подигао је много фабрика, бродоградилишта и радионица које су имале привилегије и државне субвенције. Створио је такав економски систем у коме је све било подређено владару. Цар је имао монопол над примарним производима, као што су катран и поташа, као и коже и свила из Сибира. Радна снага се обезбеђивала тако што је трговцима и власницима фабрика и рудника било дозвољено да купују цела села са све њиховим становницима који су морали да раде на имањима својих господара.
Црква је такође претрпела промене. Патријарх је био замењен Светим синодом који је био под директном царевом контролом.
Петар је 1699. напустио традиционални руски календар у ком је година почињала 1. септембра и прихватио је јулијански календар где година почиње 1. јануара.

## Стварање Руске Империје
Од доласка на власт па све до његове смрти, Петар је непрестано водио ратове што је и условило његову целокупну спољну политику. Ратовао је против Османског царства 1695. и 1696. као и 1711. Петар је 1696. освојио луку Азов, сигуран излаз на Црно море, да би је касније 1711. изгубио у мировним преговорима са Турском. Такође је ратовао против Персије, којом је приликом освојио и територије на западној и јужној обали Каспијског мора. Русија је после те територије изгубила убрзо након његове смрти. Међутим, највећи и најважнији рат од свих које је водио Петар Велики, био је рат против Шведске који је трајао пуних 21 годину — од 1700. до 1721.

### Велики северни рат
Решен да отвори Русији излаз на Балтик, а самим тим и слободан излаз у западну Европу, Петар је склопио мир са Османским царством и објавио рат Шведској којом је тада владао шеснаестогодишњи краљ Карло XII. Русија је основала коалицију заједно са Данском, Пољском, Бранденбургом и Хановером. Добро припремљена шведска војска је лако спречила први руски покушај заузимања балтичке обале и то победом у бици код Нарве 1700. године. У опсади Нарве испољили су се многи недостаци руске војске у погледу организације, ратне технике и снабдевања. Карло XII је у року од пола сата са својих 12.000 војника потукао руску војску од 40.000, заробивши много плена и сву руску артиљерију.
Годинама после тог пораза Русија се није усуђивала да поново нападне Шведску, тако да је Шведска могла да се усредсреди на освајање Пољске и Пруске. Петар се дао на реорганизовање своје војске и изградњу флоте. Да би надокнадио изгубљену артиљерију, наредио је да се са сваке треће цркве у Русији скину звона и прелију у топове. Војску је преуредио према западноевропском узору и успоставио војну обавезу. Племићи више нису могли у тој војсци постати официри док не прођу стаж као обични војници. Стране официре у војсци замењивао је Русима.
Ојачана руска војска је у међувремену освојила данашњу Естонију, али је Карло XII, упркос томе, наставио ратове са Пољском и Пруском. Између 1701. и 1704. Петар је заузео већи број утврђења и градове на Балтику: Дерпт, Нарв и Ивангород, а на Ладошком језеру изградио је бродоградилиште и почео изградњу флоте, потребне за вођење поморског рата против Шведске.
На освојеним територијама, у шведској покрајини Ингрији, 1703. године Петар је основао град који је назвао Санкт Петербург (по апостолу Светом Петру) и који ће постати престоница Руске Империје. Забранио је градњу камених грађевина изван граница града па су тако сви мајстори зидари могли учествовати у подизању новог града који ће убрзо постати и престоница Русије. У то време љубавница му је постала Марта Скавронска која се ускоро преобратила у православље и узела име Катарина те се, наводно, тајно удала за Петра 1707.
Претрпевши неколико тешких војних пораза, пољски краљ Август II Јаки је 1706. абдицирао, а Карло XII је напао Русију 1708. године. У јулу исте године, у бици код Головкина Руси су доживели пораз. Ипак, у бици код Лесноја Карло је доживео свој први пораз и то након што је Петар пресрео и уништио појачање које је Швеђанима кренуло из Риге. Обесхрабрен овим поразом, Карло је био присиљен да одложи планирани поход на Москву, међутим, није се повукао у Пољску или Шведску већ је кренуо у поход на Украјину. Вештим Петровим маневром, руска војска на југу је уништила све залихе хране којима би се Швеђани могли користити при походу на Украјину. У недостатку хране и одеће, шведска војска је десеткована у врло хладној зими 1708/9. године.
У јесен 1709. Швеђани су одустали од освајања Украјине и упали у Русију. Битка коју су обојица с нестрпљењем очекивали одиграла се 27. јуна код Полтаве. Петар је тад убрао плодове вишегодишњих напора у снажењу и модернизацији своје војске тако да, упркос губитку од око 10.000 војника, успео је да потпуно разбије шведску војску и однесе победу. Август II се вратио на престо Пољске, а Карло је био присиљен да бежи у до тада неутралну Турску где покушао и успео да придобије султана Ахмеда III да објави рат Русији.
Петар је 1711. напао турске поседе у Молдавији и Бесарабији, а за време његове одсутности Бољарска дума јача што се не допада Петру који је распушта и формира Правитељствујушчи сенат од десет чланова. Петров поход на Османско царство се показао као потпун промашај тако да је при потписивању мировног уговора у био присиљен да врати све луке на Црном мору које је заузео 1697. године. Заузврат, султан је протерао Карла из Турске.
Петрова војска на северу је заузела шведску покрајину Ливонију (северни део данашње Летоније) и потиснула Швеђане у Финску. Руси су окупирали готово целу Финску 1714. захваљујући чињеници да је руска царска морнарица била много јача од шведске. Петрови савезници у тим походима биле су и државе Хановер и Пруска. И поред тога, Карло је одбио да се преда тако да је мир постигнут тек након његове погибије 1718. године. Швеђани су се доследно придржавали одредби из мировног споразума, али су Руси то почели чинити тек од 1720. Године 1721, потписан је Споразум из Нистада којим се коначно завршио Велики северни рат. Русија је добила Ингрију, Естонију, Летонију и значајан део Карелије, чиме је остварен циљ због кога се рат и водио — отварање излаза Русији на Балтик. За узврат, Русија је платила Шведској два милиона риксдалера и одрекла се највећег дела Финске. Цару је, наравно, дозвољено да задржи финске територије у близини Санкт Петербурга који је 1712. године постао престоница Русије.
После Ништатског мира, Сенат је из захвалности Петру доделио титулу „император и самодржац свјеросијски“. Назван је и „Оцем отаџбине“ и „Великим“, а Русија се почела званично називати „Руска Империја“, а сам Петар је заменио титулу цара титулом „император сверуски“.

### Оснивање Санкт Петербурга
Санкт Петербург је основан 27. маја 1703. године, након што је Русија освојила Ингерманланд од Шведске и тако у том делу избила на море. Стварање Санкт Петербурга је с једне стране значило отварање Русије у економском, политичком и интелектуалном смислу ка Европи, а с друге стране, признање Русије у свету као војне и поморске силе.
У супротности са старом престоницом, Москвом, која је била изграђена сва од дрвета и која је била оличење старих руских традиција, Санкт Петербург, подигнут у камену и на мочварном тлу, био је оличење модерног града у европском стилу и представљао је победу технике над природом.
Петар Велики је финансирао изградњу нове престонице драконским опорезивањем племства, а хиљаде сељака из унутрашњости Русије било је на силу пресељено као радна снага. Такође су затвореници били присиљени да раде на изградњи града. Како би сви каменоресци и зидари могли да раде на изградњи града, забрањено је грађење камених кућа ван Санкт Петербурга.
Почетни план је предвиђао мрежу авенија које су се међусобно укрштале под правим углом и испресецане многобројним каналима које су формирали рукавци реке Неве. Због тога је Санкт Петербург добио надимак „Северна Венеција“, иако је цар можда пре имао на уму Амстердам, град који је упознао у својој младости. Влажна клима и мочварно земљиште су изградњу града претворили у мучилиште за многобројне раднике који су живели у веома лошим условима и били веома слабо храњени, те су умирали у великом броју од исцрпљености и неухрањености.
Први објекат за становање је била Колиба Петра Великог, изграђена 1703. године у којој је цар живео између 1703. до 1708. Била је изграђена од дрвета јер у то време још није било услова за камене грађевине, те је Петар наредио да се спољни зидови осликају као да су од цигле. Стил ове грађевине је комбинација традиционалне руске куће (избе) и холандске куће са великим и фино израђеним прозорима и високим кровом, покривеним дрвеним цреповима.
Град је препун величанствених цркава и палата свих стилова. Петар је, додуше видео изградњу само неких од њих, као на пример, Катедрала Св. Петра и Св. Павла и Петерхоф, летњиковац изграђен специјално за њега. Такође је наредио градњу природњачког музеја Кунсткамера, првог руског музеја уопште.
На 30 km од тог „новог Париза“ Петар је такође изградио и „руски Версај“, раскошни дворац — летњиковац Петерхоф, који су пројектовали француски архитекте у европском стилу са терасама и вештачким водопадима, фантастично уређеним парковима, и уопште у веома раскошном стилу који је по схватању Запада био неопходан за једног апсолутисту тога времена. Занимљиво је да за фонтане које се налазе у Петерхофу не користе пумпе, већ је искоришћен природан пад земљишта.

## Последње године

### Реформе
Последње године Петровог живота биле су обележене наставком реформи у Русији. Циљ Петрових реформи је био образовање снажне војске и државе, као и корените економске и друштвене промене. Било је већ уобичајено да се цар, наследник византијских императора, сматра „самодршцем“, те је Петар инсистирао на овој концепцији и тако створио просвећени апсолутизам.
Године 1721, убрзо након склапања мира са Шведском, Петар се прогласио императором све Русије. Одбио је предлоге да узме титулу „Цара Истока“. Титулу императора признали су му Август II из Пољске, Фридрих Вилхелм I из Пруске те Фредерик I из Шведске, али не и остали европски монарси. Наиме, многима од њих реч „император“ имала је призвук надмоћи и превелике важности у односу на остале владаре. Осим тога, неки владари су се бојали да би Петар покушао да своја владарска права стави изнад њихових, баш као што се својевремено Свето римско царство прогласило сизереном (врховним владаром) свих хришћанских народа.

#### Војска
Петар Велики је извршио корените промене у војсци Русије и тиме је створио једну од најмоћнијих војски на свету. Промене су се састојале у подели на пешадију, коњицу и артиљерију, а такође је увео и мере одржавања регуларног поретка копнене војске и морнарице које су се састојале из обавезне регрутације кметова и слободних људи без сталног места боравка или сталног запослења. Такође је променио статус племства тиме што их је приморао на обавезну војну службу, обавезну наставну припрему за војну или цивилну службу, као и доношењем одлуке о недељивости непокретне племићке имовине указом о једнонаследству из 1714. године.

#### Државни апарат
Петар је распустио Бољарску думу и створио Правитељствујушчи сенат од 9 чланова који је имао апсолутну власт у случају царевог одсуства и чије се одлуке нису могле спроводити у колико нису биле једногласно донете. Основао је такође министарске колегијуме који су били подређени Сенату, увео је централизам и државу административно поделио на 8 губернија. Губерније су биле даље подељене на провинције, округе и срезове. Такође је створио полицију којом је управљала Тајна царска канцеларија.

#### Племство и црква
Главна обавеза племства у Русији 17. века била је војна служба. Међутим, Петар је ову обавезу наметнуо са одлучношћу која раније није постојала укључујући притом и обавезну службу у управи. Са друге стране, на иницијативу свог саветника Салтикова, Петар је дао племићку титулу свим чиновницима неплемићима. Указом од 1722. Петар је објавио нови закон о повластицама познат као Табела рангова којим се стварају чинови или ранг листа. Степен достојанства у племству постаје сразмеран месту у хијерархији функције. До тада, повластице су се наслеђивале. Желећи да одузме бојарима њихове високе позиције, Петар је наредио да број повластица буде под директним утицајем заслуга у служењу цару. Табела рангова је постојала све до пропасти Руске Империје, 1917. године. Тек почев од извесног степена, племићке титуле постају наследне. Последице ове реформе су више него значајне — број припадника племства се знатно повећава. Сви чланови старог племства били обавезни да стекну минимум потребних знања да би могли постати официри или функционери — морали су да похађају стручне школе — школе математичких наука, поморске академије, школе за инжењере или артиљеријске школе. Чинови уведени 1722. потпуно су уклонили разлике између племства по роду и по служби. С друге стране, Петар је такође учинио и велике уступке племићима на друштвеном плану и предао им читаву локалну управу. Они ће не само прикупљати порез и регрутовати војнике већ ће практично представљати полицију и бити извршиоци правде.
Петар је такође реформисао владајући апарат Православне цркве. Власт у Цркви је, до тада, традиционално била у рукама московског патријарха. Године 1700, након смрти патријарха Адријана, патријархово место остаје упражњено а Петар одбија да именује замену дозвољавајући патријарховом заменику да преузме све дужности. Године 1721. Петар је сасвим укинуо патријаршију а црквена управа је пренета на Свети правитељствујушчи синод, савет састављен од 10 свештеника на чијем челу се налазило световно лице и који преузима дужности патријарха и његовог заменика, а био је у директној надлежности цара. Овом реформом црква је више него икада била потчињена световној власти.

#### Економија и финансије
Петар Велики је спроводио економску политику у духу европског меркантилизма чији је главни циљ био постизање позитивног извозног салда. Државним мерама помагао је извоз, а високим царинама за иностране фабричке производе заштитио је домаћу производњу. Увео је државни монопол на со и дуван, повећао је извоз сировина. Доводи техничаре из Европе који су учествовали у изградњи фабрика и индустријских погона. У својој економској политици Петар је увек имао на уму да Русија не треба да заостаје за другим земљама јер је имала неизмерна природна богатства и да кључ економског напретка лежи у експлоатацији руских сировина.
Од свих грана прерађивачке индустрије Петар је нарочиту пажњу посветио рударству, које му је било неопходно за наоружавање војске и морнарице. У његово доба радило је око 200 мануфактура које су углавном настале у току Великог северног рата. Међу најзначајнијим биле су фабрике оружја и ливнице, посебно индустрија гвожђа на Уралу и фабрике текстила које су производиле тканине за војне униформе цареве војске.
Комесари округа, које је бирало локално племство и комесари срезова, које бирају сељаци, имали су један основни задатак – расподелу и убирање пореза. Главни потез је увођење главарине, установљене према француском моделу. Укинуо је земљарину и кућарину и заменио их главарином. Земљарину и кућарину су плаћали само власници имања или они који су издржавали породицу; главарину су плаћали кметови и сиромаси.
Износ добијен прикупљањем пореза од сељаштва, властела је предавала царској благајни. За регрутовање војске племство је имало обавезу да сваке године обезбеди одређен број сељака. Да би спречио бежање пореских и војних обвезника, Петар је једним декретом забранио сељацима напуштање земље без дозволе локалног племства. Најтежа последица Петрове владавине јесте у проширењу кметства и погоршању његовог положаја. Велики поседи су се све више ширили, а мали сељачки поседи су готово нестали.
Потреба за новцем такође је присилила Петра да затвори поједине манастире и да припоји њихове земље царским поседима, а остале манастире да принуди на плаћање пореза.

## Смрт и наследници
Закон из 1722. омогућавао је Петру да сам изабере свог наследника, али га је у остварењу те намере спречила смрт 1725. године која је уследила након компликација од упале плућа коју је добио кад је скакао у залеђено језеро у Финској док је учествовао у спасавању неких бродоломника. Мањак прецизних закона о наслеђивању довео је до низа сукоба у надолазећем периоду који су се једним именом називали „ером дворских револуција“. Петра је наследила његова супруга Катарина која је имала и подршку царске гарде. Царицу Катарину је, после њене смрти 1727, наследио Алексејев син, Петар II Алексејевич, чиме је прекинута директна мушка линија владара из породице Романов. Следећа два монарха била су потомци Ивана, полубрата Петра I, а Петрови потомци поново су дошли на престо уз помоћ државног удара извршеног 1741. године. Ниједан потомак није наследио родитеља на престолу Русије све док 1796, седамдесет година после Петрове смрти, Катарину Велику није наследио њен син Павле.

## Личност и карактер Петра Великог
Немилосрдна борба између Петрове мајке и Софије, као и стална тескоба и неизвесност којој је био подвргнут одмалена, учинили су да Петар постане прилично неуравнотежена особа веома осветољубивог карактера, немилосрдан и веома ауторитативан. Имао је нападе беса који, у спрези са честим опијањима која је практиковао са својим друговима од њега су правили веома опасног по било кога ко му се нашао у близини, било да је био племић или слуга.
Катарина Алексејевна, коју је Петар 1724. године крунисао и прогласио царицом Русије, била је једина особа која је могла да се носи са царевим ужасним нападима беса. С друге стране, односи са сином из првог брака, Алексејем, били су одувек изузетно затегнути. Промене које је извршио Петар у руској држави изазвале су велики отпор међу племићима, присталицама старог поретка којима се придружио и један део свештенства. Они су своје наде полагали у младог царевића Алексеја, кога су васпитавали свештеници и који је потпао под утицај противника свог оца. И сам Алексеј је прижељкивао очеву смрт и на крају је постао чак и издајник — побегао је у Аустрију и покушао да придобије Карла VI Хабзбуршког да му помогне да свргне оца са престола. Петар га је вратио у Русију, бацио у тамницу и дуго мучио пре него што га је осудио на смрт, 1718. године. Алексејеве присталице су такође биле мучене најстрашнијим мукама, од којих се нису спасле ни калуђерице манастира где је била затворена Евдоксија, Алексејева мајка, а и њој је суђено под лажним оптужбама за неверство.
Петар се потпуно разликовао од својих претходника — био је једноставан у држању и одевању и није волео парадне церемоније. Ранији руски владари су се појављивали у јавности само за време свечаности, у златотканим одорама и у црквама, међутим, Петар се често шетао улицама престонице као обичан грађанин у скромном оделу. Био је веома крупан (висок скоро два метра), и веома снажан, поседовао је невероватну радну енергију и полет, међутим, такође је био и бруталан, свиреп, развратан. Био је далековидни политичар, способан дипломата и одличан војсковођа. Крајње радозналог духа, своју политику спроводио је енергично и немилосрдно, имајући стално пред очима снажну и модерну Русију.

## Титула
Пуна титула Петра I је гласила: „Петар, цар и велики кнез, самодржац свих Великих, Малих и Белих Руса Москве, Кијева, Владимира и Новгорода, цар Казања, цар Астрахана, цар Сибира, господар Пскова и велики кнез од Смоленска, Твера, Угре, Перма, Вјатке и Бугарске, господар и велики кнез Новгорода у Доњој Земљи, Чернигова, Рјазања, Ростова, Јарославља, Белозера, Удора, Обдорије и Конда, владар свих Северних Земаља, господар иверијанских земаља и карталинијских и грузијских царева, и карбардинијских земаља са черкеским и горзијским принчевима и наследни владар и господар осталих земаља.“
Године 1721, титула је измењена па је уместо „цар и велики кнез, самодржац свих Великих, Малих и Белих Руса“ стајало „император и самодржац сверуски“. Надаље, део титуле „велики кнез од Смоленска, Твера, Угре, Перма, Вјатке и Бугарске“ проширен је у „велики кнез од Смоленска, кнеза од Естоније, Ливоније, Карелије, Твера, Угре, Перма, Вјатке и Бугарске“. Такође је почео користити редни број I иза имена, упркос дотадашњем обичају по којем се у службеној владарској титули иза имена никад није стављао редни број.

## Породично стабло
| \| \| \| \| \| \| \| \| \| \| \| \| \| \| 16. Никота Романович \| \| \| \| \| \| \| \| \| \| \| \| \| \| \| \| \| \| \| \| \| \| \| \| \| \| \| \| \| \| \| \| \| \| \| \| \| \| \| \| \| \| \| \| \| \| \| \| \| \| \| \| \| \| \| \| \| \| \| \| 8. Патријарх Филарет \| \| \| \| \| \| \| \| \| \| \| \| \| \| \| \| \| \| \| \| \| \| \| \| \| \| \| \| \| \| \| \| \| \| \| \| \| \| \| \| \| \| \| \| \| \| \| \| \| \| \| \| \| \| \| \| \| \| \| \| \| \| \| \| \| \| \| \| \| \| \| \| 17. Варвара Ивановна \| \| \| \| \| \| \| \| \| \| \| \| \| \| \| \| \| \| \| \| \| \| \| \| \| \| \| \| \| \| \| \| \| \| \| \| \| \| \| \| \| \| \| \| \| \| \| \| \| \| \| \| \| \| \| \| \| \| \| \| \| \| \| \| \| \| \| \| \| \| \| \| 4. Михаил I Фјодорович \| \| \| \| \| \| \| \| \| \| \| \| \| \| \| \| \| \| \| \| \| \| \| \| \| \| \| \| \| \| \| \| \| \| \| \| \| \| \| \| \| \| \| \| \| \| \| \| \| \| \| \| \| \| \| \| \| \| \| \| \| \| \| \| \| \| \| \| \| \| \| \| \| \| \| \| \| \| \| \| \| \| \| \| \| \| \| \| \| \| \| \| \| \| \| \| \| \| \| \| \| \| \| \| \| \| \| \| \| \| \| \| \| \| \| \| \| \| \| \| \| \| \| \| \| \| \| \| \| \| \| \| \| \| \| \| \| \| \| \| \| \| \| \| 9. Xenia Shestova \| \| \| \| \| \| \| \| \| \| \| \| \| \| \| \| \| \| \| \| \| \| \| \| \| \| \| \| \| \| \| \| \| \| \| \| \| \| \| \| \| \| \| \| \| \| \| \| \| \| \| \| \| \| \| \| \| \| \| \| \| \| \| \| \| \| \| \| \| \| \| \| \| \| \| \| \| \| \| \| \| \| \| \| \| \| \| \| \| \| \| \| \| \| \| \| \| \| \| \| \| \| \| \| \| \| \| \| \| \| \| \| \| \| \| \| \| \| \| \| \| \| \| \| \| \| \| \| \| \| \| \| \| \| \| \| \| \| \| \| \| \| \| \| 2. Алексеј I Михајлович \| \| \| \| \| \| \| \| \| \| \| \| \| \| \| \| \| \| \| \| \| \| \| \| \| \| \| \| \| \| \| \| \| \| \| \| \| \| \| \| \| \| \| \| \| \| \| \| \| \| \| \| \| \| \| \| \| \| \| \| \| \| \| \| \| \| \| \| \| \| \| \| \| \| \| \| \| \| \| \| \| \| \| \| \| \| \| \| \| \| \| \| \| \| \| \| \| \| \| \| \| \| \| \| \| \| \| \| \| \| \| \| \| \| \| \| \| \| \| \| \| \| \| \| \| \| \| \| \| \| \| \| \| \| \| \| \| \| \| \| \| \| \| \| 10. Лукијан Степанович Стрешњов \| \| \| \| \| \| \| \| \| \| \| \| \| \| \| \| \| \| \| \| \| \| \| \| \| \| \| \| \| \| \| \| \| \| \| \| \| \| \| \| \| \| \| \| \| \| \| \| \| \| \| \| \| \| \| \| \| \| \| \| \| \| \| \| \| \| \| \| \| \| \| \| \| \| \| \| \| \| \| \| \| \| \| \| \| \| \| \| \| \| \| \| \| \| \| \| \| \| \| \| \| \| \| \| \| \| \| \| \| \| \| \| \| \| \| \| \| \| \| \| \| \| \| \| \| \| \| \| \| \| \| \| \| \| \| \| \| \| \| \| \| \| \| \| 5. Јевдокија Стрешнева \| \| \| \| \| \| \| \| \| \| \| \| \| \| \| \| \| \| \| \| \| \| \| \| \| \| \| \| \| \| \| \| \| \| \| \| \| \| \| \| \| \| \| \| \| \| \| \| \| \| \| \| \| \| \| \| \| \| \| \| \| \| \| \| \| \| \| \| \| \| \| \| 22. Константин Романович \| \| \| \| \| \| \| \| \| \| \| \| \| \| \| \| \| \| \| \| \| \| \| \| \| \| \| \| \| \| \| \| \| \| \| \| \| \| \| \| \| \| \| \| \| \| \| \| \| \| \| \| \| \| \| \| \| \| \| \| \| \| \| \| \| \| \| \| \| \| \| \| 11. Ана Константинова Волконскаја \| \| \| \| \| \| \| \| \| \| \| \| \| \| \| \| \| \| \| \| \| \| \| \| \| \| \| \| \| \| \| \| \| \| \| \| \| \| \| \| \| \| \| \| \| \| \| \| \| \| \| \| \| \| \| \| \| \| \| \| \| \| \| \| \| \| \| \| \| \| \| \| \| \| \| \| \| \| \| \| \| \| \| \| \| \| \| \| \| \| \| \| \| \| \| \| \| \| \| \| \| \| \| \| \| \| \| \| \| \| \| \| \| \| \| \| \| \| \| \| \| \| \| \| \| \| \| \| \| \| \| \| \| \| \| \| \| \| \| \| \| \| \| \| 1. Петар Велики \| \| \| \| \| \| \| \| \| \| \| \| \| \| \| \| \| \| \| \| \| \| \| \| \| \| \| \| \| \| \| \| \| \| \| \| \| \| \| \| \| \| \| \| \| \| \| \| \| \| \| \| \| \| \| \| \| \| \| \| \| \| \| \| \| \| \| \| \| \| \| \| \| \| \| \| \| \| \| \| \| \| \| \| \| \| \| \| \| \| \| \| \| \| \| \| \| \| \| \| \| \| \| \| \| \| \| \| \| \| \| \| \| \| \| \| \| \| \| \| \| \| \| \| \| \| \| \| \| \| \| \| \| \| \| \| \| \| \| \| \| \| \| \| 12. Полуект Иванович Наришкин \| \| \| \| \| \| \| \| \| \| \| \| \| \| \| \| \| \| \| \| \| \| \| \| \| \| \| \| \| \| \| \| \| \| \| \| \| \| \| \| \| \| \| \| \| \| \| \| \| \| \| \| \| \| \| \| \| \| \| \| \| \| \| \| \| \| \| \| \| \| \| \| \| \| \| \| \| \| \| \| \| \| \| \| \| \| \| \| \| \| \| \| \| \| \| \| \| \| \| \| \| \| \| \| \| \| \| \| \| \| \| \| \| \| \| \| \| \| \| \| \| \| \| \| \| \| \| \| \| \| \| \| \| \| \| \| \| \| \| \| \| \| \| \| 6. Кирил Наришкин \| \| \| \| \| \| \| \| \| \| \| \| \| \| \| \| \| \| \| \| \| \| \| \| \| \| \| \| \| \| \| \| \| \| \| \| \| \| \| \| \| \| \| \| \| \| \| \| \| \| \| \| \| \| \| \| \| \| \| \| \| \| \| \| \| \| \| \| \| \| \| \| \| \| \| \| \| \| \| \| \| \| \| \| \| \| \| \| \| \| \| \| \| \| \| \| \| \| \| \| \| \| \| \| \| \| \| \| \| \| \| \| \| \| \| \| \| \| \| \| \| \| \| \| \| \| \| \| \| \| \| \| \| \| \| \| \| \| \| \| \| \| \| \| \| \| \| \| \| \| \| \| \| \| \| \| \| \| \| \| \| \| \| \| \| \| \| \| \| \| \| \| \| \| \| \| \| \| \| \| \| \| \| \| \| \| \| \| \| \| \| \| \| \| \| \| \| \| \| \| \| \| \| \| \| \| \| \| \| \| \| \| \| \| \| \| \| \| \| \| \| \| \| \| \| \| \| \| \| \| \| \| \| \| \| \| \| \| \| \| \| \| \| \| \| \| \| \| \| \| \| \| \| \| \| \| \| \| \| \| \| \| \| \| \| \| \| \| \| \| \| \| \| \| \| \| \| \| \| \| \| \| \| \| \| \| \| \| 3. Наталија Наришкина \| \| \| \| \| \| \| \| \| \| \| \| \| \| \| \| \| \| \| \| \| \| \| \| \| \| \| \| \| \| \| \| \| \| \| \| \| \| \| \| \| \| \| \| \| \| \| \| \| \| \| \| \| \| \| \| \| \| \| \| \| \| \| \| \| \| \| \| \| \| \| \| \| \| \| \| \| \| \| \| \| \| \| \| \| \| \| \| \| \| \| \| \| \| \| \| \| \| \| \| \| \| \| \| \| \| \| \| \| \| \| \| \| \| \| \| \| \| \| \| \| \| \| \| \| \| \| \| \| \| \| \| \| \| \| \| \| \| \| \| \| \| \| \| 14. Леонти Дмитревич Леонтиев \| \| \| \| \| \| \| \| \| \| \| \| \| \| \| \| \| \| \| \| \| \| \| \| \| \| \| \| \| \| \| \| \| \| \| \| \| \| \| \| \| \| \| \| \| \| \| \| \| \| \| \| \| \| \| \| \| \| \| \| \| \| \| \| \| \| \| \| \| \| \| \| \| \| \| \| \| \| \| \| \| \| \| \| \| \| \| \| \| \| \| \| \| \| \| \| \| \| \| \| \| \| \| \| \| \| \| \| \| \| \| \| \| \| \| \| \| \| \| \| \| \| \| \| \| \| \| \| \| \| \| \| \| \| \| \| \| \| \| \| \| \| \| \| 7. Ана Леонтиева \| \| \| \| \| \| \| \| \| \| \| \| \| \| \| \| \| \| \| \| \| \| \| \| \| \| \| \| \| \| \| \| \| \| \| \| \| \| \| \| \| \| \| \| \| \| \| \| \| \| \| \| \| \| \| \| \| \| \| \| \| \| \| \| \| \| \| \| \| \| \| \| \| \| \| \| \| \| \| \| \| \| \| \| \| \| \| \| \| \| \| \| \| \| \| \| \| \| \| \| \| \| \| \| \| \| \| \| \| \| \| \| \| \| \| \| \| \| \| \| \| \| \| \| \| \| \| \| \| \| \| \| \| \| \| \| \| \| \| \| \| \| \| \| 15. Параскева Ивановна \| \| \| \| \| \| \| \| \| \| \| \| \| \| \| \| \| \| \| \| \| \| \| \| \| \| \| \| \| \| \| \| \| \| \| \| \| \| \| \| \| \| \| \| \| \| \| \| \| \| \| \| |                                   |  |  |  |  |  |  |  |  |  |  |  |                      |  |  |  |
| |                                   |  |  |  |  |  |  |  |  |  |  |  | 16. Никота Романович |  |  |  |
| |                                   |  |  |  |  |  |  |  |  |  |  |  |                      |  |  |  |
| |                                   |  |  |  |  |  |  |  |  |  |  |  |                      |  |  |  |
| |                                   |  |  |  |  |  |  |  |  |  |  |  |                      |  |  |  |
| | 8. Патријарх Филарет              |  |  |  |  |  |  |  |  |  |  |  |                      |  |  |  |
| |                                   |  |  |  |  |  |  |  |  |  |  |  |                      |  |  |  |
| |                                   |  |  |  |  |  |  |  |  |  |  |  |                      |  |  |  |
| |                                   |  |  |  |  |  |  |  |  |  |  |  |                      |  |  |  |
| | 17. Варвара Ивановна              |  |  |  |  |  |  |  |  |  |  |  |                      |  |  |  |
| |                                   |  |  |  |  |  |  |  |  |  |  |  |                      |  |  |  |
| |                                   |  |  |  |  |  |  |  |  |  |  |  |                      |  |  |  |
| |                                   |  |  |  |  |  |  |  |  |  |  |  |                      |  |  |  |
| | 4. Михаил I Фјодорович            |  |  |  |  |  |  |  |  |  |  |  |                      |  |  |  |
| |                                   |  |  |  |  |  |  |  |  |  |  |  |                      |  |  |  |
| |                                   |  |  |  |  |  |  |  |  |  |  |  |                      |  |  |  |
| |                                   |  |  |  |  |  |  |  |  |  |  |  |                      |  |  |  |
| |                                   |  |  |  |  |  |  |  |  |  |  |  |                      |  |  |  |
| |                                   |  |  |  |  |  |  |  |  |  |  |  |                      |  |  |  |
| |                                   |  |  |  |  |  |  |  |  |  |  |  |                      |  |  |  |
| |                                   |  |  |  |  |  |  |  |  |  |  |  |                      |  |  |  |
| | 9. Xenia Shestova                 |  |  |  |  |  |  |  |  |  |  |  |                      |  |  |  |
| |                                   |  |  |  |  |  |  |  |  |  |  |  |                      |  |  |  |
| |                                   |  |  |  |  |  |  |  |  |  |  |  |                      |  |  |  |
| |                                   |  |  |  |  |  |  |  |  |  |  |  |                      |  |  |  |
| |                                   |  |  |  |  |  |  |  |  |  |  |  |                      |  |  |  |
| |                                   |  |  |  |  |  |  |  |  |  |  |  |                      |  |  |  |
| |                                   |  |  |  |  |  |  |  |  |  |  |  |                      |  |  |  |
| |                                   |  |  |  |  |  |  |  |  |  |  |  |                      |  |  |  |
| | 2. Алексеј I Михајлович           |  |  |  |  |  |  |  |  |  |  |  |                      |  |  |  |
| |                                   |  |  |  |  |  |  |  |  |  |  |  |                      |  |  |  |
| |                                   |  |  |  |  |  |  |  |  |  |  |  |                      |  |  |  |
| |                                   |  |  |  |  |  |  |  |  |  |  |  |                      |  |  |  |
| |                                   |  |  |  |  |  |  |  |  |  |  |  |                      |  |  |  |
| |                                   |  |  |  |  |  |  |  |  |  |  |  |                      |  |  |  |
| |                                   |  |  |  |  |  |  |  |  |  |  |  |                      |  |  |  |
| |                                   |  |  |  |  |  |  |  |  |  |  |  |                      |  |  |  |
| | 10. Лукијан Степанович Стрешњов   |  |  |  |  |  |  |  |  |  |  |  |                      |  |  |  |
| |                                   |  |  |  |  |  |  |  |  |  |  |  |                      |  |  |  |
| |                                   |  |  |  |  |  |  |  |  |  |  |  |                      |  |  |  |
| |                                   |  |  |  |  |  |  |  |  |  |  |  |                      |  |  |  |
| |                                   |  |  |  |  |  |  |  |  |  |  |  |                      |  |  |  |
| |                                   |  |  |  |  |  |  |  |  |  |  |  |                      |  |  |  |
| |                                   |  |  |  |  |  |  |  |  |  |  |  |                      |  |  |  |
| |                                   |  |  |  |  |  |  |  |  |  |  |  |                      |  |  |  |
| | 5. Јевдокија Стрешнева            |  |  |  |  |  |  |  |  |  |  |  |                      |  |  |  |
| |                                   |  |  |  |  |  |  |  |  |  |  |  |                      |  |  |  |
| |                                   |  |  |  |  |  |  |  |  |  |  |  |                      |  |  |  |
| |                                   |  |  |  |  |  |  |  |  |  |  |  |                      |  |  |  |
| | 22. Константин Романович          |  |  |  |  |  |  |  |  |  |  |  |                      |  |  |  |
| |                                   |  |  |  |  |  |  |  |  |  |  |  |                      |  |  |  |
| |                                   |  |  |  |  |  |  |  |  |  |  |  |                      |  |  |  |
| |                                   |  |  |  |  |  |  |  |  |  |  |  |                      |  |  |  |
| | 11. Ана Константинова Волконскаја |  |  |  |  |  |  |  |  |  |  |  |                      |  |  |  |
| |                                   |  |  |  |  |  |  |  |  |  |  |  |                      |  |  |  |
| |                                   |  |  |  |  |  |  |  |  |  |  |  |                      |  |  |  |
| |                                   |  |  |  |  |  |  |  |  |  |  |  |                      |  |  |  |
| |                                   |  |  |  |  |  |  |  |  |  |  |  |                      |  |  |  |
| |                                   |  |  |  |  |  |  |  |  |  |  |  |                      |  |  |  |
| |                                   |  |  |  |  |  |  |  |  |  |  |  |                      |  |  |  |
| |                                   |  |  |  |  |  |  |  |  |  |  |  |                      |  |  |  |
| | 1. Петар Велики                   |  |  |  |  |  |  |  |  |  |  |  |                      |  |  |  |
| |                                   |  |  |  |  |  |  |  |  |  |  |  |                      |  |  |  |
| |                                   |  |  |  |  |  |  |  |  |  |  |  |                      |  |  |  |
| |                                   |  |  |  |  |  |  |  |  |  |  |  |                      |  |  |  |
| |                                   |  |  |  |  |  |  |  |  |  |  |  |                      |  |  |  |
| |                                   |  |  |  |  |  |  |  |  |  |  |  |                      |  |  |  |
| |                                   |  |  |  |  |  |  |  |  |  |  |  |                      |  |  |  |
| |                                   |  |  |  |  |  |  |  |  |  |  |  |                      |  |  |  |
| | 12. Полуект Иванович Наришкин     |  |  |  |  |  |  |  |  |  |  |  |                      |  |  |  |
| |                                   |  |  |  |  |  |  |  |  |  |  |  |                      |  |  |  |
| |                                   |  |  |  |  |  |  |  |  |  |  |  |                      |  |  |  |
| |                                   |  |  |  |  |  |  |  |  |  |  |  |                      |  |  |  |
| |                                   |  |  |  |  |  |  |  |  |  |  |  |                      |  |  |  |
| |                                   |  |  |  |  |  |  |  |  |  |  |  |                      |  |  |  |
| |                                   |  |  |  |  |  |  |  |  |  |  |  |                      |  |  |  |
| |                                   |  |  |  |  |  |  |  |  |  |  |  |                      |  |  |  |
| | 6. Кирил Наришкин                 |  |  |  |  |  |  |  |  |  |  |  |                      |  |  |  |
| |                                   |  |  |  |  |  |  |  |  |  |  |  |                      |  |  |  |
| |                                   |  |  |  |  |  |  |  |  |  |  |  |                      |  |  |  |
| |                                   |  |  |  |  |  |  |  |  |  |  |  |                      |  |  |  |
| |                                   |  |  |  |  |  |  |  |  |  |  |  |                      |  |  |  |
| |                                   |  |  |  |  |  |  |  |  |  |  |  |                      |  |  |  |
| |                                   |  |  |  |  |  |  |  |  |  |  |  |                      |  |  |  |
| |                                   |  |  |  |  |  |  |  |  |  |  |  |                      |  |  |  |
| |                                   |  |  |  |  |  |  |  |  |  |  |  |                      |  |  |  |
| |                                   |  |  |  |  |  |  |  |  |  |  |  |                      |  |  |  |
| |                                   |  |  |  |  |  |  |  |  |  |  |  |                      |  |  |  |
| |                                   |  |  |  |  |  |  |  |  |  |  |  |                      |  |  |  |
| |                                   |  |  |  |  |  |  |  |  |  |  |  |                      |  |  |  |
| |                                   |  |  |  |  |  |  |  |  |  |  |  |                      |  |  |  |
| |                                   |  |  |  |  |  |  |  |  |  |  |  |                      |  |  |  |
| |                                   |  |  |  |  |  |  |  |  |  |  |  |                      |  |  |  |
| | 3. Наталија Наришкина             |  |  |  |  |  |  |  |  |  |  |  |                      |  |  |  |
| |                                   |  |  |  |  |  |  |  |  |  |  |  |                      |  |  |  |
| |                                   |  |  |  |  |  |  |  |  |  |  |  |                      |  |  |  |
| |                                   |  |  |  |  |  |  |  |  |  |  |  |                      |  |  |  |
| |                                   |  |  |  |  |  |  |  |  |  |  |  |                      |  |  |  |
| |                                   |  |  |  |  |  |  |  |  |  |  |  |                      |  |  |  |
| |                                   |  |  |  |  |  |  |  |  |  |  |  |                      |  |  |  |
| |                                   |  |  |  |  |  |  |  |  |  |  |  |                      |  |  |  |
| | 14. Леонти Дмитревич Леонтиев     |  |  |  |  |  |  |  |  |  |  |  |                      |  |  |  |
| |                                   |  |  |  |  |  |  |  |  |  |  |  |                      |  |  |  |
| |                                   |  |  |  |  |  |  |  |  |  |  |  |                      |  |  |  |
| |                                   |  |  |  |  |  |  |  |  |  |  |  |                      |  |  |  |
| |                                   |  |  |  |  |  |  |  |  |  |  |  |                      |  |  |  |
| |                                   |  |  |  |  |  |  |  |  |  |  |  |                      |  |  |  |
| |                                   |  |  |  |  |  |  |  |  |  |  |  |                      |  |  |  |
| |                                   |  |  |  |  |  |  |  |  |  |  |  |                      |  |  |  |
| | 7. Ана Леонтиева                  |  |  |  |  |  |  |  |  |  |  |  |                      |  |  |  |
| |                                   |  |  |  |  |  |  |  |  |  |  |  |                      |  |  |  |
| |                                   |  |  |  |  |  |  |  |  |  |  |  |                      |  |  |  |
| |                                   |  |  |  |  |  |  |  |  |  |  |  |                      |  |  |  |
| |                                   |  |  |  |  |  |  |  |  |  |  |  |                      |  |  |  |
| |                                   |  |  |  |  |  |  |  |  |  |  |  |                      |  |  |  |
| |                                   |  |  |  |  |  |  |  |  |  |  |  |                      |  |  |  |
| |                                   |  |  |  |  |  |  |  |  |  |  |  |                      |  |  |  |
| | 15. Параскева Ивановна            |  |  |  |  |  |  |  |  |  |  |  |                      |  |  |  |
| |                                   |  |  |  |  |  |  |  |  |  |  |  |                      |  |  |  |
| |                                   |  |  |  |  |  |  |  |  |  |  |  |                      |  |  |  |

## Потомство
Са Јевдокијом Лопухином:
- Алексеј Петрович (18. фебруар 1690 — 26. јун 1718) — оженио се 1711. принцезом Шарлотом од Брунсвика-Волфенбитела. Брак је имао деце.
- Александар Петрович (13. октобар 1691 — 14. мај 1692)
- Павле Петрович (1693—1693)

Са Катарином Алексејевном:
- Ана Петровна (7. фебруар 1708 — 15. мај 1728) — удала се 1725. за Карла Фридриха, војводу од Холштајн-Готорпа. Брак је имао деце.
- Јелисавета Петровна (29. децембар 1709 — 5. јануар 1762) — удала се 1742. за Алексеја Григоријевича, грофа Разумовског. Брак није имао деце.
- Наталија Петровна (20. март 1713 — 27. мај 1715)
- Маргарета Петровна (19. септембар 1714 — 7. јун 1715)
- Петар Петрович (15. новембар 1715 — 19. април 1719)
- Павле Петрович (13. јануар 1717 — 14. фебруар 1717)
- Наталија Петровна (31. август 1718 — 15. март 1725)

## Препоручена литература
- Massie, Robert K.Peter the Great: His Life and World. New York: Alfred A. Knopf, 1980 (hardcover. Massie, Robert K. (1980). Peter the Great, His Life and World. Knopf. ISBN 978-0-394-50032-4. ); New York.  (paperback. Massie, Robert K. (12. 10. 1981). Peter the Great: His Life and World. Random House Publishing. ISBN 978-0-345-29806-5. . .); 1986 (paperback. Massie, Robert K. (1986). Peter the Great: His Life and World. Ballantine Books. ISBN 978-0-345-33619-4. .); New York.  (hardcover. Massie, Robert K. (1991). Peter the Great: His Life and World. Wings Books. ISBN 978-0-517-06483-2. . .); London: Weidenfeld & Nicolson, 2001 (paperback. Massie, Robert K. (2001). Peter the Great: His Life and World. Phoenix Press. ISBN 978-1-84212-116-0. .). Добитник Пулицерове награде за биографију Петра Великог
- Hughes, Lindsey. Russia in the Age of Peter the Great. New Haven, CT; London.  (hardcover. Hughes, Lindsey (1998). Russia in the Age of Peter the Great. Yale University Press. ISBN 978-0-300-07539-7. . .; paperback. Hughes, Lindsey (1998). Russia in the Age of Peter the Great. Yale University Press. ISBN 978-0-300-08266-1. .)
- Hughes, Lindsey (2002). Peter the Great: A Biography. New Haven, CT/London: Yale University Press. ISBN 978-0-300-09426-8.
- Peter the Great and the West: New Perspectives (Studies in Russian and Eastern European History), edited by Lindsey Hughes. New York: Palgrave Macmillan, 2001 (hardcover. Hughes, Lindsey (13. 7. 2001). Peter the Great and the West: New Perspectives. Palgrave Macmillan. ISBN 978-0-333-92009-1. ).
- Troyat, Henri. Peter the Great. New York: E.P. Dutton, 1987 (hardcover. Troyat, Henri (1987). Peter the Great. Dutton. ISBN 978-0-525-24547-6. ).